# Tymówka
Tymówka – potok, lewy dopływ Dunajca.
Źródła potoku znajdują się są na północnych stokach Pasma Szpilówki pod Szpilówką i Bukowcem. Najwyżej położone z nich na wysokości około 450 m. Spływa przez miejscowości Tymowa, Tworkowa, Jurków i Czchów, gdzie uchodzi do Dunajca na wysokości ok. 221 m.
Cała zlewnia Tymówki znajduje się na obszarze Pogórza Wiśnickiego. Największym dopływem jest Zelina Jurkowska.